# Kōsuke Ōtsu
Kōsuke Ōtsu (japanisch 大津 康介 Ōtsu Kōsuke; * 6. September 1993 in Nikkō, Tochigi) ist ein japanischer Eishockeyspieler, der seit 2016 bei den Nippon Paper Cranes (ab 2019: East Hokkaido Cranes) aus der Asia League Ice Hockey unter Vertrag steht.

## Karriere
Kōsuke Ōtsu begann mit dem Eishockey in der Mannschaft der Meiji-Universität. Seit 2016 spielt er mit den Nippon Paper Cranes, die sich seit 2019 East Hokkaido Crane nennen, in der Asia League Ice Hockey. Dabei wurde er 2022 in das All-Star-Team des japanischen Pokalwettbewerbs gewählt.

### International
Für Japan nahm Ōtsu im Juniorenbereich am U20 Challenge Cup of Asia 2012 und der Division II der U20-Weltmeisterschaft 2013, als der Aufstieg in die Division I gelang, teil. Darüber hinaus nahm er auch an den Winter-Universiaden 2013 im Trentino und 2015 in Granada teil.
Für das japanische Herren-Team nahm er an den Weltmeisterschaften der Division I 2022 und 2023 teil. Zudem vertrat er seine Farben bei der Qualifikation für die Olympischen Winterspiele in Peking 2022.

## Erfolge und Auszeichnungen
- 2022 All-Star-Team des japanischen Pokalwettbewerbs
- 2013 Aufstieg in die Division I, Gruppe B, bei der U20-Weltmeisterschaft der Division II, Gruppe A
- 2023 Aufstieg in die Division I, Gruppe A, bei der Weltmeisterschaft der Division I, Gruppe B

## Asia-League-Statistik
(Stand: Ende der Saison 2022/23)